# Sławomir Kuczko
Sławomir Kuczko (* 25. Juni 1985 in Koszalin) ist ein ehemaliger polnischer Schwimmer. Er gewann bei Europameisterschaften auf der 50-Meter-Bahn eine Goldmedaille. Auf der 25-Meter-Bahn erschwamm er einmal Gold und zweimal Silber.

## Karriere
Sławomir Kuczko schwamm für AZS Warszawa. Bei den Junioreneuropameisterschaften 2003 belegte er den fünften Platz über 200 Meter Brust.
Ende 2004 wurde Kuczko bei den Kurzbahneuropameisterschaften in Wien Zweiter über 200 Meter Brust mit 0,32 Sekunden Rückstand auf den Italiener Paolo Bossini. Im Juli 2005 bei den Weltmeisterschaften in Montreal belegte Kuczko den fünften Platz über 200 Meter Brust und hatte fast eine Sekunde Rückstand auf die Medaillenränge. Mit der polnischen 4-mal-100-Meter-Lagenstaffel schied er im Vorlauf aus. Kurz danach siegte er über 200 Meter Brust bei der Universiade in Izmir. Im Dezember 2005 bei den Kurzbahneuropameisterschaften in Triest gewann Sławomir Kuczko über 200 Meter Brust mit 0,03 Sekunden vor dem Russen Grigori Falko.
2006 bei den Europameisterschaften in Budapest gewann Kuczko den Titel über 200 Meter Brust mit 0,23 Sekunden Vorsprung vor Bossini. Ende des Jahres bei den Kurzbahneuropameisterschaften in Helsinki wurde Kuczko Siebter über 100 Meter Brust. Über 200 Meter Brust siegte der Ungar Dániel Gyurta vor Kuczko und Bossini. Von Ende März 2007 bis Anfang April fanden die Weltmeisterschaften in Melbourne statt. Kuczko schied über beide Brustdistanzen im Vorlauf aus. In den Jahren bis 2013 nahm Kuczko an fast allen großen Meisterschaften teil, einen Endlauf erreichte er nicht mehr. Bei den Olympischen Spielen 2012 in London fehlten ihm als 21. der Vorläufe über 200 Meter Brust 0,85 Sekunden zum Erreichen des Semifinales.